# Garita Internacional Otay II
Otay II (inglés: Otay Mesa East Port of Entry, "Otay Mesa II") es un cruce fronterizo planeado, aproximadamente 2 millas (3.2 km) al este del actual cruce fronterizo de la Mesa de Otay. El cruce conectará la delegación de  Otay Centenario en Tijuana con la zona de East Otay Mesa, en el Condado de San Diego, que no forma parte de ninguna ciudad. East Otay Mesa es una zona hasta la fecha no desarrollada, pero indicada para futuro desarrollo, con un "business park".

## Construcción
En julio de 2014, anunciaron el subsecretario de infraestructura de la SCT Raúl Murrieta Cummings y el secretario del California Department of Transportation (Caltrans), Brian P. Kelly, la construcción del nuevo cruce. Se esperaba estar listo en 2017, sin embargo, el proyecto de retrasó unos años. 
En febrero de 2022, autoridades de los dos países recorrieron la obra, ya más avanzada del lado estadounidense. La carretera que unirá la garita con la carretera 905, la ruta estatal 11, está por finalizar su construcción. De acuerdo al embajador Ken Salazar, la obra completa podría inaugurarse en 2023.
Del lado mexicano aún no han iniciado las obras de construcción, las cuales suponen una vialidad que conecte la garita con el resto de la ciudad. El supuesto proyecto fue diseñado por la Universidad Nacional Autónoma de México y la obra estará a cargo de la Secretaría de la Defensa Nacional.
La obra contempla 27 carriles de sur a norte para entrar EU y 10 de norte a sur para entrar a México. El costo se estima en 2 mil millones de pesos mexicanos, aproximadamente 150–160 millones de dólares.
A diferencia de las otras garitas de la ciudad, está tendrá una cuota que deberá pagarse una vez ingresado a Estados Unidos. De momento se habla de una tarifa de entre $5 a $25 dólares por vehículo y  de $25 a $50 dólares por camión de carga.
El 17 de diciembre de 2021 se inauguró un distribuidor vial en Otay Mesa que servirá de conector para las vialidades 11, 125 y 905, permitiendo mayor conectividad entre Otay Mesa, Otay Ranch y San Ysidro.
|                                     |  |                                      |
| Oeste: Garita Internacional de Otay |  | Este: Garita Internacional de Tecate |
|                                     |  |                                      |